# Maksim Tarasov
Maksim Vladimirovitsj Tarasov (Russisch: Максим Владимирович Тарасов) (Jaroslavl, 2 december 1970) is een Russisch atleet. Hij won olympisch goud in het polsstokhoogspringen.

## Biografie
Tarasov werd in 1992 olympisch kampioen. Tijdens de Russische kampioenschappen van 1996 faalde hij op de aanvangshoogte, hierdoor vervlogen zijn kansen om deel te nemen aan de spelen van 1996. In 1999 werd hij wereldkampioen. In 2000 won Tarasov olympisch brons

## Titels
- Olympisch kampioen polsstokhoogspringen - 1992
- Wereldkampioen polsstokhoogspringen - 1999

## Persoonlijke records
- polsstokhoogspringen 6,05 m (1999).

## Palmares

### Polsstokhoogspringen
- 1992:  OS - 5,80 m
- 1993:  WK  - 5,80 m
- 1995: 7e WKI  - 5,60 m
- 1995:  WK  - 5,86 m
- 1997:  WKI  - 5,80 m
- 1997:  WK - 5,96 m
- 1998:  EK  - 5,81 m
- 1999:  WK - 6,01 m
- 2000:  OS - 5,90 m

1896: Welles Hoyt ·
1900: Irving Baxter ·
1904: Charles Dvorak ·
1908: Edward Cook & Alfred Gilbert ·
1912: Harry Babcock ·
1920: Frank Foss ·
1924: Lee Barnes ·
1928: Sabin Carr ·
1932: Bill Miller ·
1936: Earle Meadows ·
1948: Guinn Smith ·
1952: Bob Richards ·
1956: Bob Richards ·
1960: Don Bragg ·
1964: Fred Hansen ·
1968: Bob Seagren ·
1972: Wolfgang Nordwig ·
1976: Tadeusz Ślusarski ·
1980: Władysław Kozakiewicz ·
1984: Pierre Quinon ·
1988: Serhij Boebka ·
1992: Maksim Tarasov ·
1996: Jean Galfione ·
2000: Nick Hysong ·
2004: Tim Mack ·
2008: Steven Hooker ·
2012: Renaud Lavillenie ·
2016: Thiago Braz da Silva ·
2020: Armand Duplantis ·
2024: Armand Duplantis
1983 Serhij Boebka · 
1987 Serhij Boebka · 
1991 Serhij Boebka · 
1993 Serhij Boebka · 
1995 Serhij Boebka · 
1997 Serhij Boebka · 
1999 Maksim Tarasov · 
2001 Dmitri Markov · 
2003 Giuseppe Gibilisco · 
2005 Rens Blom ·
2007 Brad Walker ·
2009 Steven Hooker ·
2011 Paweł Wojciechowski ·
2013 Raphael Holzdeppe ·
2015 Shawnacy Barber ·
2017 Sam Kendricks ·
2019 Sam Kendricks ·
2022 Armand Duplantis ·
2023 Armand Duplantis